# Holland Tunnel
Der Holland Tunnel ist ein Autobahn-Tunnel der Interstate 78 unter dem Hudson River. Er verbindet die Insel Manhattan in New York City mit Jersey City, New Jersey.
Der Tunnel war ursprünglich als „Hudson River Vehicular Tunnel“ oder „Canal Street Tunnel“ bekannt und ist einer der beiden Straßentunnel unter dem Hudson River. Der andere Tunnel ist der Lincoln Tunnel.

## Beschreibung
1920 wurde mit dem Bau begonnen. Die Fertigstellung erfolgte 1927. Benannt ist er nach Clifford Milburn Holland (1883–1924), Chefingenieur des Projektes, der noch vor dessen Fertigstellung starb. Der Tunnel ist eines der ältesten Beispiele für eine Tunnelventilation, die durch den verkehrsbedingt steigenden Kohlenmonoxid-Ausstoß notwendig wurde.
Der Tunnel besteht aus zwei Röhren, von denen jede zwei Fahrstreifen hat. Die nördliche Röhre ist 2608 m lang, die südliche ist mit 2551 m etwas kürzer. Beide Röhren verlaufen unter dem Schlamm des Hudson River, der tiefste Punkt befindet sich circa 28 m unter der Wasseroberfläche bei Flut. Eine 9-streifige Mautstation befindet sich auf der Seite von New Jersey. Die Mautgebühr wird nur für die Fahrt in Richtung New York erhoben. Fahrer können das E-ZPass System nutzen oder Toll by Mail. Das breitspurige Bargeldterminal wurde zugunsten automatischer Mautsysteme, wie auch an anderen Mautpunkten in New York, abgeschafft. Für E-ZPass-Nutzer gibt es ein gestaffeltes Tarifsystem.
Der Holland Tunnel wurde 1982 von der American Society of Civil Engineers in die List of Historic Civil Engineering Landmarks aufgenommen. Im November 1993 erhielt das Bauwerk den Status eines National Historic Landmarks zuerkannt.

## Geschichte
Das Konzept, das schließlich zum Bau des Holland Tunnels führte, resultiert aus einer gemeinsamen Kommission von New York und New Jersey. Die Kommission schlug ursprünglich aus Kostengründen eine Brücke vor, dieser Vorschlag wurde aber 1913 zugunsten des Tunnels abgelehnt. Der Grund lag schließlich darin, dass eine Brücke, die den Schiffsverkehr nicht stören sollte, mindestens 60 Meter über der Wasseroberfläche hätte verlaufen müssen, und damit wesentlich mehr Platz an den Ufern des Hudson River für Auf- und Abfahrten benötigt hätte als die Tunnellösung.
Über die nächsten Jahre wurden einige Designvorschläge erarbeitet. Die ersten sahen einen einröhrigen Tunnel vor, auf dem der Verkehr in zwei Ebenen hätte verlaufen sollen. Des Weiteren gab es Vorschläge für getrennte Fahrebenen für langsamen und schnelleren Verkehr, schlussendlich wurde aber das Konzept von Clifford Milburn Holland, das zwei separate Röhren mit jeweils zwei Fahrstreifen vorsah, ausgewählt und Holland zum Chefingenieur des Projektes bestellt.
Die Arbeiten am Tunnel, offiziell als „Hudson River Vehicular Tunnel Project“ tituliert, begannen im Oktober 1920. 1924, einen Tag bevor sich die beiden Tunnelhälften unter dem Hudson treffen sollten, starb Holland während einer Mandelentfernung in einem Krankenhaus in Michigan. Nachfolger von Holland wurde Milton H. Freeman, der nach einigen Monaten ebenfalls starb. Nach Freemans Tod übernahm Ole Singstad das Projekt, der die Fertigstellung des Tunnels überwachte und sein Ventilationssystem entwarf.
Die Arbeiten am Tunnel fanden unter künstlichem Überdruck statt, um zu verhindern, dass Wasser in die Röhren eintrat. Die Arbeiter mussten mehrere Druckschleusen beim Betreten und Verlassen des Tunnels durchqueren, um der Taucherkrankheit vorzubeugen.
Trotzdem erforderte die Fertigstellung des Tunnels sieben Jahre und das Leben von 14 Arbeitern. Die Eröffnung fand am 13. November 1927 statt, und der Tunnel war von Anfang an ein voller Erfolg. Am ersten Tag nach der Eröffnung passierten 45.694 Fahrzeuge den Tunnel, und jedes bezahlte 50 Cent Maut, die erhoben wurde, um die 48 Millionen US-Dollar (USD) Baukosten zu refinanzieren.
1931 wurde der Tunnel an die Port Authority of New York and New Jersey abgetreten, die den Tunnel noch heute betreibt.
Insgesamt wurden bis 31. Dezember 2005 ohne die 48 Millionen Baukosten 536,6 Millionen USD in den Tunnel investiert.
Pferdegespanne wurden von jeher vom Tunnel verbannt. Ein paar Monate vor der Eröffnung des Tunnels gab es Vorschläge, dass Fußgängern erlaubt werden könnte, den Tunnel zu passieren, falls diese Maut zahlen würden. Diese Vorschläge wurden aber als „nicht ermutigend“ verworfen und es gab nie wieder Vorschläge in diese Richtung.

## Unfälle und Terrorismus
1949 verursachte ein Feuer erheblichen Schaden an der Südröhre des Tunnels. Obwohl niemand getötet wurde, endete das Feuer mit 66 Verletzten und 600.000 USD Schaden an der Tunnelstruktur. Als Folge dessen verhängte die Tunnelaufsicht strenge Verbote für den Transport von gefährlichen Stoffen.

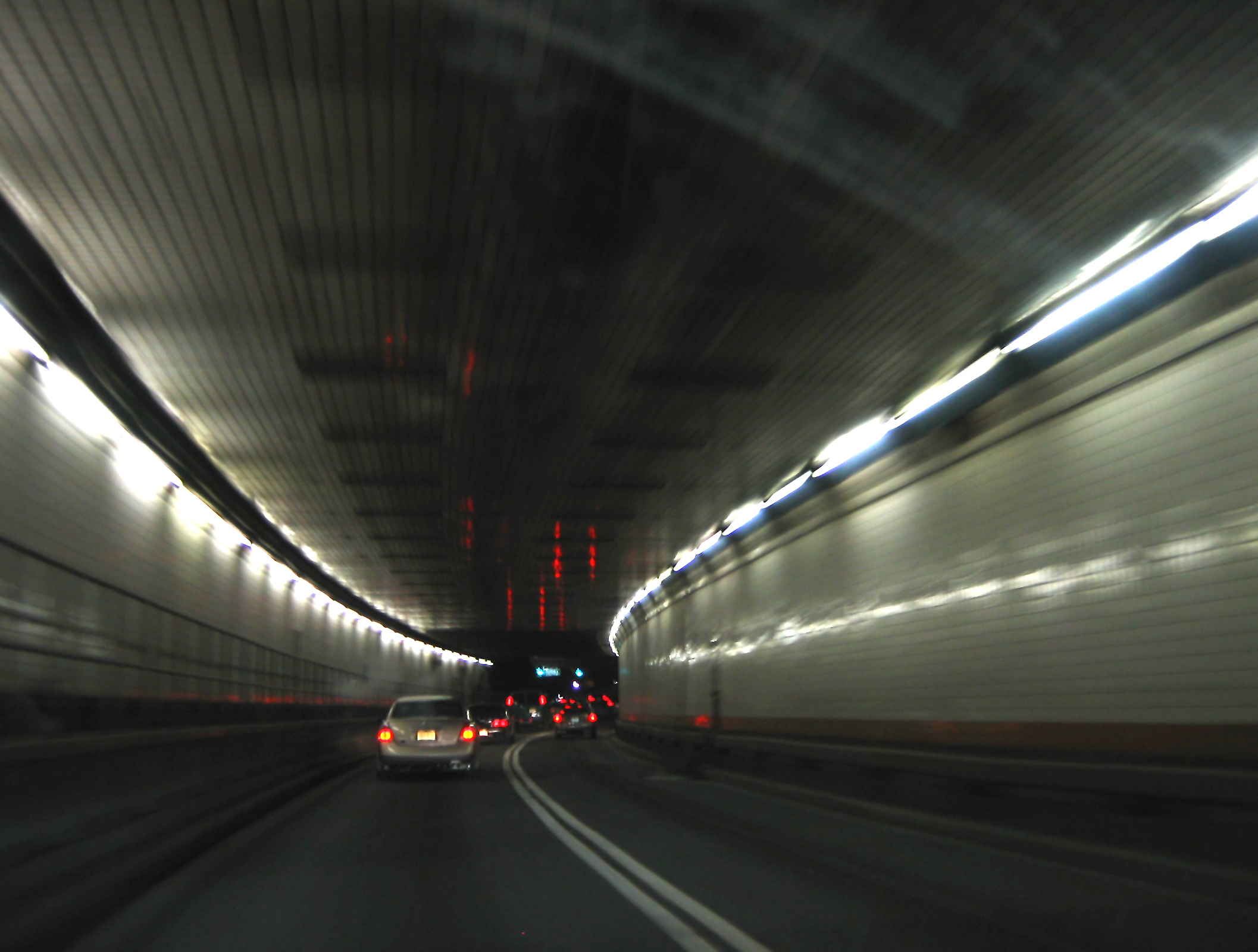
Fahrt durch den Holland Tunnel von New Jersey nach New York

Nach den Anschlägen vom 11. September 2001 auf das World Trade Center wurde der Tunnel außer für Einsatzfahrzeuge für fast einen Monat komplett gesperrt. Bei der Wiedereröffnung galten strenge Regeln für das Passieren von Lastwagen, welche bis zum 17. November 2003 galten. Nach den Terroranschlägen vom 7. Juli 2005 in London wurden die Mobilfunknetze im Tunnel abgeschaltet, jedoch wenige Tage später wieder eingeschaltet.
Am 7. Juli 2006 verhinderte das FBI nach Zeitungsberichten einen Anschlag auf den Tunnel. Der Anschlag sollte mit einer massiven Explosion den Tunnel zum Einsturz bringen und Teile des Finanzdistriktes von Manhattan unter Wasser setzen. Von offizieller Seite wurde verlautet, dass dieser Plan von vornherein zum Scheitern verurteilt gewesen wäre, da es einerseits unmöglich sei, eine ausreichende Menge an Sprengstoff in den Tunnel zu bringen, seit es Lastwagen verboten ist, den Tunnel zu passieren, und andererseits der Großteil von Manhattan circa 0,6–3 m über der Wasseroberfläche liegt.

## Trivia
- Obwohl der Tunnel im Film Daylight mit Sylvester Stallone, um Verleumdungsklagen der Tunnelbehörde vorzubeugen, nie beim Namen genannt wird, spielt der Film auf einem Set, das auf dem Holland Tunnel basiert.
- Die Fliesen an den Wänden des Holland-Tunnels stammen von dem deutschen Keramikunternehmen Villeroy & Boch.[3]